# Miroslav Bičanić
Miroslav Bičanić (Đakovo, 29. listopada 1969.) je bivši hrvatski nogometaš, koji je dva puta nastupio za reprezentaciju Hrvatske u prijateljskim utakmicama protiv Ukrajine i Mađarske.

## Životopis
Karijeru je počeo u đakovačkom NK Jedinstvu iz kojeg je kao junior otišao u NK Osijek. S NK Osijekom je osvojio juniorski Kup Jugoslavije 1988. Kao njegov član bio je na posudbi u NK Belišću 1990.g u tadašnjoj 3.ligi, a profesionalac je postao 1989.
U zimu 1993. prelazi u NK Zagreb gdje ostaje do ljeta 1994. i bori se za prvaka Hrvatske te debitira u reprezentaciji Hrvatske za koju je u prvom nastupu i postigao gol (protiv Ukrajine 1993.). Od 1994. do 1996. provodi dvije uspješne sezone u NK Osijeku te u ljeto 1996. postaje član MSV Duisburga, njemačka 1.Bundesliga. Nastupajući za njemačke klubove Duisburg i Hansu Rostock dobiva vrlo skromnu minutažu ali postiže golove protiv renomiranih momčadi 1.FC Koln, Werder Bremen i Energie Cottbus.
S Hapoelom iz Haife (Izrael) osvaja 3.mjesto, dok je u Kini 2000.godine postao najbolji igrač lige te osvojio Kup Kine i 3.mjesto u prvenstvu. Osvajanje Kupa Kine je ponovio 2002.godine s ekipom Qingdaoa zabivši odlučujući pogodak u uzvratnoj finalnoj utakmici protiv Liaoninga, te nakon toga zaključio nogometnu karijeru. Od tada se bavi privatnim poduzetništvom te 2005. osniva "Marmis Football Agency" za zastupanje nogometaša pri transferima.
Bičanić se bavi i humanitarnim radom, te nekoliko puta godišnje sudjeluje u organizaciji prijateljskih humanitarnih utakmica. Od 2019. je predsjednik udruge "Humane zvijezde Hrvatske 03" koja s bavi pomaganjem djeci te je dosad ostvarila veliki broj projekata.